# Vado Ancho
Vado Ancho is een gemeente (gemeentecode 0717) in het departement El Paraíso in Honduras.
De gemeente maakte deel uit van het departement Tegucigalpa tot het in 1886 overging naar El Paraíso.
De hoofdplaats ligt aan de rivier Texiguat. In het zuiden ligt de berg El Danto.

## Bevolking
De bevolking is als volgt verdeeld:
| Vrouwen | 1845 | 45,6% |
| Mannen  | 2205 | 54,4% |

## Dorpen
De gemeente bestaat uit vijf dorpen (aldea), waarvan het grootste qua inwoneraantal: Tolobre (code 071705).